# Carl Behr (Mediziner)
Carl Julius Peter Behr (* 28. Oktober 1874 in Hamburg; † 16. November 1943) war ein deutscher Augenarzt und Hochschullehrer an der Universität Hamburg. Nach ihm ist das Behr-Syndrom benannt.

## Leben

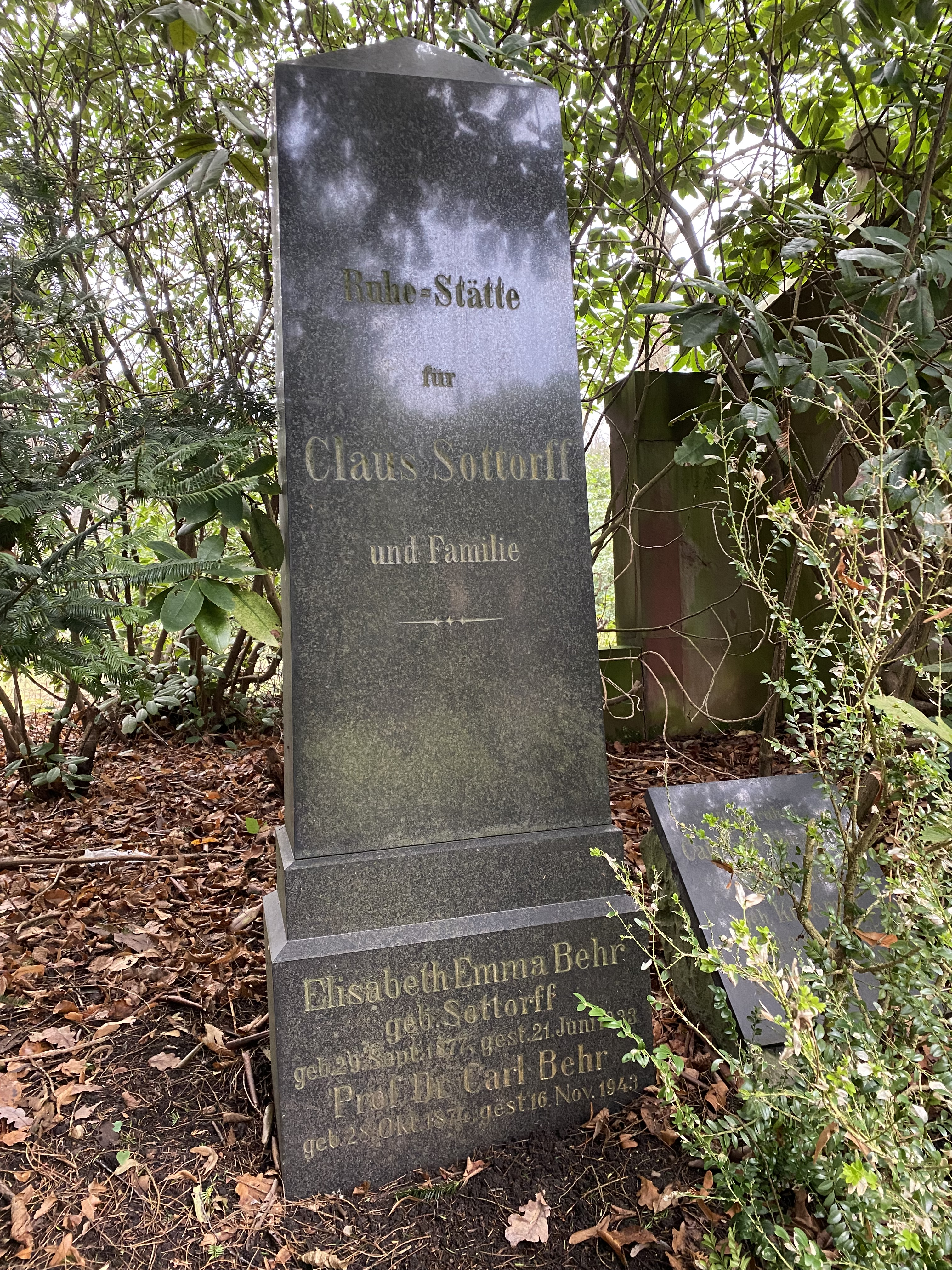
Grabstätte auf dem Friedhof Ohlsdorf im Planquadrat U 5

Behr promovierte zum Dr. med. 1900 in Kiel und wurde Assistenzarzt am Universitätsklinikum Hamburg-Eppendorf und am Allgemeinen Krankenhaus St. Georg. 1910 wurde er in Kiel habilitiert, wo er 1916 außerordentlicher Professor wurde. 1923 wurde er zum Leiter der Augenklinik in Hamburg berufen. Im November 1933 unterzeichnete er das Bekenntnis der deutschen Professoren zu Adolf Hitler. Oswald Marchesani wurde als sein Nachfolger 1945 berufen, ohne das Amt noch anzutreten.
Er spezialisierte sich auf neuro-ophthalmologische Fehlentwicklungen.
Seine Grabstätte befindet sich auf dem Friedhof Ohlsdorf schräg gegenüber des Forums an der Talstraße.

## Schriften
- Die Lehre von den Pupillenbewegungen Berlin (1925)
- Lider-Tränensekretion, Trigeminus, Pupille, Akkommodation, Heterochromie, Sympathikus (1927)
- Auge und Nervensystem, Kurzes Handbuch der Ophthalmologie, Bd. 6, Berlin 1931
- Der Augenbefund in seiner diagnostischen und differentialdiagnostischen Bedeutung bei Tabes dorsalis, Lues cerebrospinalis, Multipler Sklerose (1936)